# Amalienborg Plads
Amalienborg Plads er et maleri af Vilhelm Hammershøi. Det er dateret 1896, er udstillet på Statens Museum for Kunst og er det mest monumentale af Hammershøis arkitekturmalerier.
Disse arkitekturbilleder kendetegnes ofte som menneskeforladte, ligesom dette. Fra 2. sal i Levetzaus Palæ, har Hammershøi malet udsigten mod Jacques-François-Joseph Salys rytterstatue af Frederik 5. og Schacks Palæ. Maleriet har et tåget og sløret skær. Den effektfulde lyssætning med kraftig belysning af soklen og rytteren fremhæver monumentet, så det ikke forsvinder i arkitekturens detaljerige facade.
"I sin elegance og tilsyneladende forladthed rummer Hammmerhøis Amalienborg Plads nationens historie, dens kulturelle aspirationer, dens nedtur og dens genopbygning." Det er ikke det moderne storbyliv og de nye bygninger Hammershøi maler, men derimod det gamle 1700-tallets klassiske København med dens monumentale palæarkitektur. Det er en død plads, der alene henviser til fortiden og de døde helte; bygmesteren Nicolai Eigtved (1701-1754) og billedhuggeren Saly. Med maleriet indførte Hammerhøi igen det arkitektoniske motiv, som dyrkedes i den danske guldalder.
Blandt Hammershøikendere er der langt fra enighed i fortolkningen af hans værker. Dog kan der oftest enes om, at værkerne foruden den særlige Hammerhøiske æstetiske sensibilitet også indeholder noget andet i de stille stuer og affolkede pladser. Om dette andet så er melankoli, uhygge, tomhed, fremmedgjorthed, blokering eller andre følelser, der forholder sig til de eksistentielle udfordringer på tærsklen til det moderne liv - det står hen i det uvisse.